# Cosmia olivescens
Cosmia olivescens är en fjärilsart som beskrevs av George Francis Hampson 1910. Cosmia olivescens ingår i släktet Cosmia och familjen nattflyn. Inga underarter finns listade i Catalogue of Life.